# Campeonato Mundial de Atletismo de 2013 - 1500 m feminino
A prova dos 1500 metros feminino do Campeonato Mundial de Atletismo de 2013 foi disputada entre 11 e 15 de agosto no Estádio Lujniki, em Moscou. 

## Recordes
Antes desta competição, os recordes mundiais e do campeonato nesta prova eram os seguintes:
| Tipo                  | Atleta            | Tempo   | Local  | Data                   | Ref |
| --------------------- | ----------------- | ------- | ------ | ---------------------- | --- |
|                       | Qu Yunxia         | 3:50:46 | Pequim | 11 de setembro de 1993 | ver |
| Recorde do campeonato | Tatyana Tomashova | 3:58:52 | Paris  | 31 de agosto de 2003   | ver |

## Medalhistas
| Ouro                | Prata                  | Bronze                     |
| Abeba Aregawi (SWE) | Jennifer Simpson (USA) | Hellen Onsando Obiri (KEN) |

## Cronograma
| Data         | Hora  | Evento    |
| ------------ | ----- | --------- |
| 11 de agosto | 10:25 | Baterias  |
| 13 de agosto | 20:40 | Semifinal |
| 15 de agosto | 21:20 | Final     |

Todos os horários são horas locais (UTC +4)

## Resultados

### Baterias
Qualificação: Os 6 de cada bateria (Q) e os 6 mais rápidos (q) avançam para a semifinal.
| Classificação. | Bateria | Nome                       | Nacionalidade          | Tempo   | Notas      |
| -------------- | ------- | -------------------------- | ---------------------- | ------- | ---------- |
| 1              | 3       | Genzebe Dibaba             | Etiópia                | 4:06.78 | Q          |
| 2              | 3       | Hellen Onsando Obiri       | Quênia                 | 4:06.98 | Q          |
| 3              | 2       | Zoe Buckman                | Austrália              | 4:06.99 | Q          |
| 4              | 2       | Jennifer Simpson           | Estados Unidos         | 4:07.16 | Q          |
| 5              | 2       | Yekaterina Sharmina        | Rússia                 | 4:07.17 | Q          |
| 6              | 1       | Abeba Aregawi              | Suécia                 | 4:07.66 | Q          |
| 7              | 1       | Siham Hilali               | Marrocos               | 4:07.82 | Q          |
| 8              | 2       | Rababe Arafi               | Marrocos               | 4:07.84 | Q          |
| 9              | 1       | Svetlana Podosenova        | Rússia                 | 4:07.87 | Q          |
| 10             | 1       | Nancy Langat               | Quênia                 | 4:07.98 | Q          |
| 11             | 3       | Hannah England             | Grã-Bretanha           | 4:08.05 | Q          |
| 12             | 1       | Renata Pliś                | Polónia                | 4:08.20 | Q          |
| 13             | 1       | Mary Cain                  | Estados Unidos         | 4:08.21 | Q          |
| 14             | 3       | Natalia Rodríguez          | Espanha                | 4:08.44 | Q          |
| 15             | 3       | Nicole Edwards Sifuentes   | Canadá                 | 4:08.54 | Q          |
| 16             | 3       | Sonja Roman                | Eslovênia              | 4:08.58 | q          |
| 17             | 1       | Kate van Buskirk           | Canadá                 | 4:08.65 | q          |
| 18             | 2       | Faith Chepngetich Kipyegon | Quênia                 | 4:08.66 | Q          |
| 19             | 1       | Luiza Gega                 | Albânia                | 4:08.76 | q          |
| 20             | 1       | Maureen Koster             | Países Baixos          | 4:08.99 | q          |
| 21             | 3       | Sarah Brown                | Estados Unidos         | 4:09.00 | q          |
| 22             | 3       | Btissam Lakhouad           | Marrocos               | 4:09.15 | q          |
| 23             | 2       | Mimi Belete                | Bahrein                | 4:09.27 | Q          |
| 24             | 3       | Diana Sujew                | Alemanha               | 4:09.40 |            |
| 25             | 3       | Ioana Doagă                | Roménia                | 4:09.78 |            |
| 26             | 2       | Sheila Reid                | Canadá                 | 4:10.90 |            |
| 27             | 2       | Margherita Magnani         | Itália                 | 4:11.15 |            |
| 28             | 1       | Gelete Burka               | Etiópia                | 4:11.26 |            |
| 29             | 2       | Senbere Teferi             | Etiópia                | 4:11.41 |            |
| 30             | 2       | Cory McGee                 | Estados Unidos         | 4:12.33 |            |
| 31             | 2       | Betlhem Desalegn           | Emirados Árabes Unidos | 4:12.97 |            |
| 32             | 1       | Laura Weightman            | Grã-Bretanha           | 4:14.38 |            |
| 33             | 1       | Rosibel García             | Colômbia               | 4:15.38 | NR         |
| 34             | 3       | Tuğba Koyuncu              | Turquia                | 4:15.56 |            |
| 35             | 2       | Eliane Saholinirina        | Madagáscar             | 4:18.04 | SB         |
| 36             | 1       | Amela Terzić               | Sérvia                 | 4:27.89 |            |
| —              |         | Yelena Korobkina           | Rússia                 | 4:08.33 | DSQ Doping |

### Semifinal
Qualificação: Os 5 de cada bateria (Q) e os 2 mais rápidos (q) avançam para a final. 
| Classificação. | Bateria | Nome                       | Nacionalidade  | Tempo   | Notas      |
| -------------- | ------- | -------------------------- | -------------- | ------- | ---------- |
| 1              | 1       | Zoe Buckman                | Austrália      | 4:04.82 | Q, PB      |
| 2              | 1       | Faith Chepngetich Kipyegon | Quênia         | 4:04.83 | Q          |
| 3              | 1       | Mary Cain                  | Estados Unidos | 4:05.21 | Q          |
| 4              | 1       | Genzebe Dibaba             | Etiópia        | 4:05.23 | Q          |
| 5              | 1       | Nancy Langat               | Quênia         | 4:05.30 | q          |
| 6              | 1       | Siham Hilali               | Marrocos       | 4:05.32 | q          |
| 7              | 1       | Svetlana Podosenova        | Rússia         | 4:05.36 |            |
| 8              | 2       | Abeba Aregawi              | Suécia         | 4:05.66 | Q          |
| 9              | 2       | Hellen Onsando Obiri       | Quênia         | 4:05.76 | Q          |
| 10             | 2       | Jennifer Simpson           | Estados Unidos | 4:05.79 | Q          |
| 11             | 1       | Nicole Edwards Sifuentes   | Canadá         | 4:06.30 |            |
| 12             | 2       | Yekaterina Sharmina        | Rússia         | 4:06.49 | Q          |
| 13             | 2       | Hannah England             | Grã-Bretanha   | 4:06.80 | Q          |
| 14             | 2       | Kate van Buskirk           | Canadá         | 4:07.36 | PB         |
| 15             | 2       | Renata Pliś                | Polónia        | 4:08.02 |            |
| 16             | 1       | Maureen Koster             | Países Baixos  | 4:08.15 |            |
| 17             | 1       | Sonja Roman                | Eslovênia      | 4:08.63 |            |
| 18             | 1       | Luiza Gega                 | Albânia        | 4:08.79 |            |
| 19             | 2       | Natalia Rodríguez          | Espanha        | 4:09.18 |            |
| 20             | 2       | Rababe Arafi               | Marrocos       | 4:09.86 |            |
| 21             | 2       | Sarah Brown                | Estados Unidos | 4:12.16 |            |
| 22             | 2       | Mimi Belete                | Bahrein        | 4:14.22 |            |
| 23 !           | 2       | Btissam Lakhouad           | Marrocos       | DNF     |            |
| —              |         | Yelena Korobkina           | Rússia         | 4:05.18 | DSQ Doping |

### Final
A final foi iniciada às 21:20. 
| Classificação.    | Nome                       | Nacionalidade  | Tempo   | Nota       |
| ----------------- | -------------------------- | -------------- | ------- | ---------- |
| Medalha de ouro   | Abeba Aregawi              | Suécia         | 4:02.67 |            |
| Medalha de prata  | Jennifer Simpson           | Estados Unidos | 4:02.99 |            |
| Medalha de bronze | Hellen Onsando Obiri       | Quênia         | 4:03.86 |            |
| 4                 | Hannah England             | Grã-Bretanha   | 4:04.98 |            |
| 5                 | Faith Chepngetich Kipyegon | Quênia         | 4:05.08 |            |
| 7                 | Zoe Buckman                | Austrália      | 4:05.77 |            |
| 7                 | Genzebe Dibaba             | Etiópia        | 4:05.99 |            |
| 8                 | Nancy Langat               | Quênia         | 4:06.01 |            |
| 9                 | Mary Cain                  | Estados Unidos | 4:07.19 |            |
| 10                | Siham Hilali               | Marrocos       | 4:09.16 |            |
| 11                | Yelena Korobkina           | Rússia         | 4:10.18 |            |
| —                 | Yekaterina Sharmina        | Rússia         | 4:05.49 | DSQ Doping |

Legenda
| Recorde mundial       | Recorde mundial (World record)               |                       | Recorde africano                      | Recorde africano (African) |                                           | Q | Classificado por posição (Qualified) |
| Recorde do campeonato | Recorde do campeonato (Championship record)  | Recorde da América    | Recorde da América (Americas)         | q                          | Classificado por melhor tempo (Qualified) |   |                                      |
| Melhor marca do ano   | Melhor marca do ano (World leading)          | Recorde asiático      | Recorde asiático (Asian)              | DNS                        | Não largou (Did not start)                |   |                                      |
| Recorde nacional      | Recorde nacional (National record)           | Recorde europeu       | Recorde europeu (European)            | DNF                        | Não terminou (Did not finish)             |   |                                      |
| Recorde pessoal       | Recorde pessoal do atleta (Personal best)    | Recorde da Oceania    | Recorde da Oceania (Oceania)          | DSQ / DQ                   | Desclassificado (Disqualified)            |   |                                      |
| Recorde da temporada  | Recorde da temporada do atleta (Season best) | Recorde sul-americano | Recorde sul-americano (South America) | NM                         | Sem marca (No mark)                       |   |                                      |